# Hanumalapura, Channagiri
Hanumalapura là một làng thuộc tehsil Channagiri, huyện Davanagere, bang Karnataka, Ấn Độ.